# Hundehotellet
Hundehotellet (originaltitel: Hundhotellet – En mystisk historia) er en svensk animationsfilm fra 2000 instrueret af Per Åhlin og Hans Åke Gabrielsson.

## Svenske stemmer
- Hans Alfredson - Sture
- Jan Mybrand - Picasso
- Pernilla Wahlgren - lifterskan
- Tomas von Brömssen - hotellvärden
- Margreth Weivers - miss Mops
- Peter Harryson - jägmästaren
- Johan Rabaeus - mr. Big och mr. Green
- Rolf Skoglund - Baskerville
- Stig Grybe - doktor Dunkelspiel
- Johan Ulveson - kypare
- Björn Kjellman - Ke Ping

## Danske stemmer[2]
- Charlotte Toft - øvrig medvirkende
- Jytte Abildstrøm - øvrig medvirkende
- Michael Wikke - øvrig medvirkende
- Steen Rasmussen - øvrig medvirkende